# Chloropaschia
Chloropaschia é um gênero de mariposa pertencente à família Crambidae.